# (32773) 1986 TD
(32773) 1986 TD est un astéroïde de la ceinture principale découvert en 1986.

## Description
(32773) 1986 TD a été découvert le 5 octobre 1986 à Piwnice en Pologne, par Milan Antal.

### Caractéristiques orbitales
L'orbite de cet astéroïde est caractérisée par un demi-grand axe de 2,78 ua, un périhélie de 1,83 ua, une excentricité de 0,34 et une inclinaison de 33,41° par rapport à l'écliptique. Du fait de ces caractéristiques, à savoir un demi-grand axe compris entre 2 et 3,2 ua et un périhélie supérieur à 1,666 ua, il est classé, selon la JPL Small-Body Database, comme objet de la ceinture principale d'astéroïdes.

### Caractéristiques physiques
(32773) 1986 TD a une magnitude absolue (H) de 13,6 et un albédo estimé à 0,182.